# Anomala vitis
Anomala vitis es una especie de escarabajo del género Anomala, familia Scarabaeidae. Fue descrita por Fabricius en 1775.
Esta especie se encuentra en el Paleártico. Es considerada una plaga de los viñedos.